# Daeg Faerch
Daeg Faerch es un actor canadiense de origen danés. Nació en Canadá el 27 de septiembre de 1995. Sus actuaciones fueron en Hancock (2008), Dark Mirror (2007) y el papel más notable lo tuvo en su última película, la versión Halloween (2007), en el cual interpreta a Michael Myers a los diez años.
Faerch también ha actuado en producciones de teatro tales como "Grapes of Wrath", "Marat/Sade", "Waiting For Godot" y "Shakespeare Unabridged". 
Faerch, el hijo de la actriz Mickey Faerch (nacida el 10 de mayo de 1956 en Copenhague, Dinamarca), comenzó a escribir obras desde la edad ocho años, cuando creó una obra de 15 páginas. La película, dirigida y escrita por Faerch mismo, implica a piratas y a vampiros. Daeg vendió recientemente su escritura corta a una compañía de producción de películas para su serie de Film/TV.
Daeg es scout, habla francés además de inglés, y baila varios estilos de la danza incluyendo salsa, tango y tap. También toca batería y un poco de guitarra.